# كريمة غانم
كريمة غانم (مواليد 29 سبتمبر 1979) متخصصة في الاتصالات ووسائل التواصل الاجتماعي، باحثة في الحوكمة والسياسة العامة، وصحفية وناشطة مجتمعية مغربية.

## النشأة والتعليم
ولدت غانم في مدينة الرباط عاصمة المغرب. حصلت على درجة البكالوريوس في اللغات ودراسات الاتصالات من معهد دراسات القيادة والاتصالات (2000-2003)، وماجستير الآداب في الحوكمة والسياسة العامة من جامعة محمد الخامس بالرباط (2010-2012) وماجستير في الصحافة من مدرسة باريس للصحافة (2018-2019). وهي رئيسة المركز الدولي للدبلوماسية والمؤسس المشارك ومدير أبحاث الدراسات الاستراتيجية للشبكة الأفريقية لخبراء سياسات الشباب.

## مسيرتها
بدأت غانم مسارها المهني في الصحافة، إذ تولت مسؤولة التحرير على مجلة "MOROCCAN TIME"، التي كانت أول جريدة ناطقة بالإنجليزية في المغرب، ثم اتجهت إلى مجال التواصل والتعاون الدولي، حيث أصبحت خبيرة في التواصل، وعملت بشكل مستقل سنة 2018، بعد تأسيسها لمشروعها الخاص.
أسست غانم «إفريقيا بيتنا» التي انطلقت من تنزانيا سنة 2017، واعتبرت ذلك التأسيس انطلاقا من خطاب ملك المغرب حول «رجوع المغرب للاتحاد الإفريقي»، وأن «إفريقيا هي بيتنا جميعا». ووفقا لغانم، فمن أهم أهدافها الرئيسية هو دعم الشباب والنساء خصوصا في ما يتعلق باستعمال التكنولوجيا في قضايا التنمية على مستوى القارة الأفريقية. كما ساهمت كريمة غانم في تأسيس «الشبكة الإفريقية لخبراء سياسات الشباب»، وتم تعيينها سفيرة ومديرة القمة الإفريقية للعمل الإنساني لعام 2018، بعد حصولها على لقب «بطلة العمل الإنساني» من قبل المنظمة البريطانية "Design4Need". كما نالت جائزة منتدى كرانس مونتانا الدولية لقادة المستقبل الجدد سنة 2012 ثم جائزة من نفس المنظمة سنة 2019، في فئة «المرأة الأفريقية القيادية». وهي ممثلة منطقة شمال أفريقيا والشرق الأوسط للمنتدى الدولي للدبلوماسية بلندن. ومديرة مؤسسة العقل السلمي ونساء شمال إفريقيا.
في عام 2012، تم ترشيحها كسفيرة للأمم المتحدة للنوايا الحسنة من قبل صحيفة أخبار العالم المغربية «لتفانيها الاستثنائي في الدبلوماسية العامة المغربية والتمثيل النموذجي للمغرب في الخارج». تم تعيين غانم من قبل أعضاء مجلس إدارة منظمة «القمم والجوائز الإنسانية الأفريقية» كسفيرة ومديرة قطرية للنسخة الرابعة من الحدث الذي أقيم في المغرب تحت شعار «أفريقيا موطني: دعوة للوحدة والتنمية (2014)».
في عام 2018، كتبت كريمة غانم الفصل الخامس من المنشور الصادر عن مجلس أوروبا بعنوان «وجهات نظر حول الشباب - الشباب في عالم رقمي».

## آراؤها
قالت غانم في حوار إعلامي معها سنة 2021 أن المغرب يلزمه «تشجيع الابتكار، خصوصا في أوساط الشباب، لأن هناك مجموعة من المقاولين الذين أبدعوا خلال هذه الجائحة [جائحة فيروس كورونا]، وأظهروا أن المملكة تتوفر على الإبداع والخبرة ويلزم المواكبة التقنية ليتم احتضان هؤلاء المقاولين الشباب، ويتم العمل على إرساء حاضنات لتتبع المقاولين الشباب، خصوصا وأن عددا من المقاولات عرفت خلال هذه الأزمة مجموعة من التعثرات».
ترى غانم أن «العلاقات بين الحكومات وحدها لا تكفي للتعريف بالقضايا المصيرية للمغرب والتأثير على هذه الدول لحشد الدعم أو تغيير مواقفها ازاء القضايا الوطنية». وتجادل بأن الدبلوماسية الموازية والشعبية قد أثبتت فعاليتها في تقريب وجهات نظر الفاعلين الدوليين حول القضايا الوطنية، والتأثير في مواقف وقرارات دولية معينة تخص المصالح الاستراتيجية للدول. وتقترح غانم ضرورة «تجاوز الأساليب التقليدية والكلاسيكية في تدبير الملف خصوصا في ما يتعلق بتعبئة المجتمع المدني والمواطنين للدفاع عن قضيتنا الأولى الصحراء المغربية». وأثنت غانم على ما اعتبرته «تغيرا مهما» في التعامل مع القضية من خلال تغيير الخطاب السياسي الموجه بالأساس للمجتمع الدولي من خلال الخطابات الأخيرة للملك محمد السادس، كما دعمت ما وصفته بسياسات الإصلاح والاستثمار في الأقاليم الجنوبية وإقرار الجهوية المتقدمة، وزيادة التعاون مع دول القارة. وترى كريمة غانم، في سياق متصل، أن المملكة المغربية قد «أعادت تكريس الاعتراف الدولي والإفريقي بمغربية الصحراء، خصوصا، بعد الاعتراف الأمريكي بسيادة المغرب على صحرائه».

## الجوائز
- في 28 سبتمبر 2019، حصلت على جائزة في قمة القيادة الشبابية الأفريقية الأوروبية في بانجول عاصمة غامبيا، كواحدة من 30 من القادة الشباب الأكثر تأثيرا في عام 2019.[14]
- في 2021، توجت كريمة غانم، من طرف المؤسسة الإفريقية للريادة الشبابية ضمن قائمة 50 من المدراء التنفيذيين الشباب الأكثر تأثيرا في أفريقيا.[6][15][16]
- اختارت المؤسسة الإفريقية للريادة الشبابية كريمة غانم ضمن 100 من القيادات الشبابية الأكثر تأثيرا في أفريقيا سنة 2020.[6][15]
- اختيرت من قبل مؤسسة "Reset Global People"، ضمن قائمة أفضل المديرات التنفيذيات في أفريقيا، وأكثرهن تأثيرا، والتي ضمت 100 سيدة في مختلف بلدان أفريقيا.[15][6]
- جائزة كرانس مونتانا للقياديين الجدد سنة 2012[15]
- جائزة كرانس مونتانا للمرأة الأفريقية القيادية سنة 2019[15]
- جائزة أفضل شخصية في مؤتمر المرأة الأفريقية، 2019.[15]
- حصلت على لقب سفيرة العمل الإنساني بإفريقيا من المنظمة الدولية لسفراء الإسكان سنة 2019[15][7]
- الجائزة الأفريقية للعمل الإنساني في فئة الشباب المتميز في الريادة المجتمعية سنة 2017.[17]
- جائزة التميز الدولية في مجال السياسات العامة والإدماج الدولي، 2019.[17]